# Marta Iacoacci
Marta Iacoacci (Roma, 24 novembre 2000) è una nuotatrice artistica italiana, vincitrice della due argenti e due bronzi ai campionati mondiali di nuoto 2022.

## Palmarès
- Mondiali

Budapest 2022: argento nell'highlight, bronzo nella gara a squadre (programma tecnico) e nel libero combinato.
Fukuoka 2023: argento nella gara a squadre (programma tecnico).
- Europei

Roma 2022: argento nel libero combinato, nell'highlight e nella gara a squadre (programma tecnico e libero).
Funchal 2025: oro nella gara a squadre (programma acrobatico), argento nella gara a squadre (programma libero)
- Giochi europei

Cracovia 2023: argento nella gara a squadre (programma tecnico) e nella gara a squadra (programma libero), bronzo nella routine acrobatica

### Coppa del Mondo
- 2 podi:
  - 2 vittorie (2 nella gara a squadre)
  - 1 secondo posto (1 nella gara a squadre)

#### Coppa del mondo - vittorie
| Data           | Luogo    | Paese  | Disciplina      |
| -------------- | -------- | ------ | --------------- |
| 14 maggio 2023 | Soma Bay | Egitto | Team libero     |
| 3 maggio 2025  | Markham  | Canada | Team acrobatico |